# Psammoriedlia
Psammoriedlia är ett släkte av ringmaskar som beskrevs av Kirsteuer 1966. Psammoriedlia ingår i familjen Nerillidae.
Släktet innehåller bara arten Psammoriedlia heptapous.